# Service public en France
Pour des articles plus généraux, voir Service public et Secteur public en France.

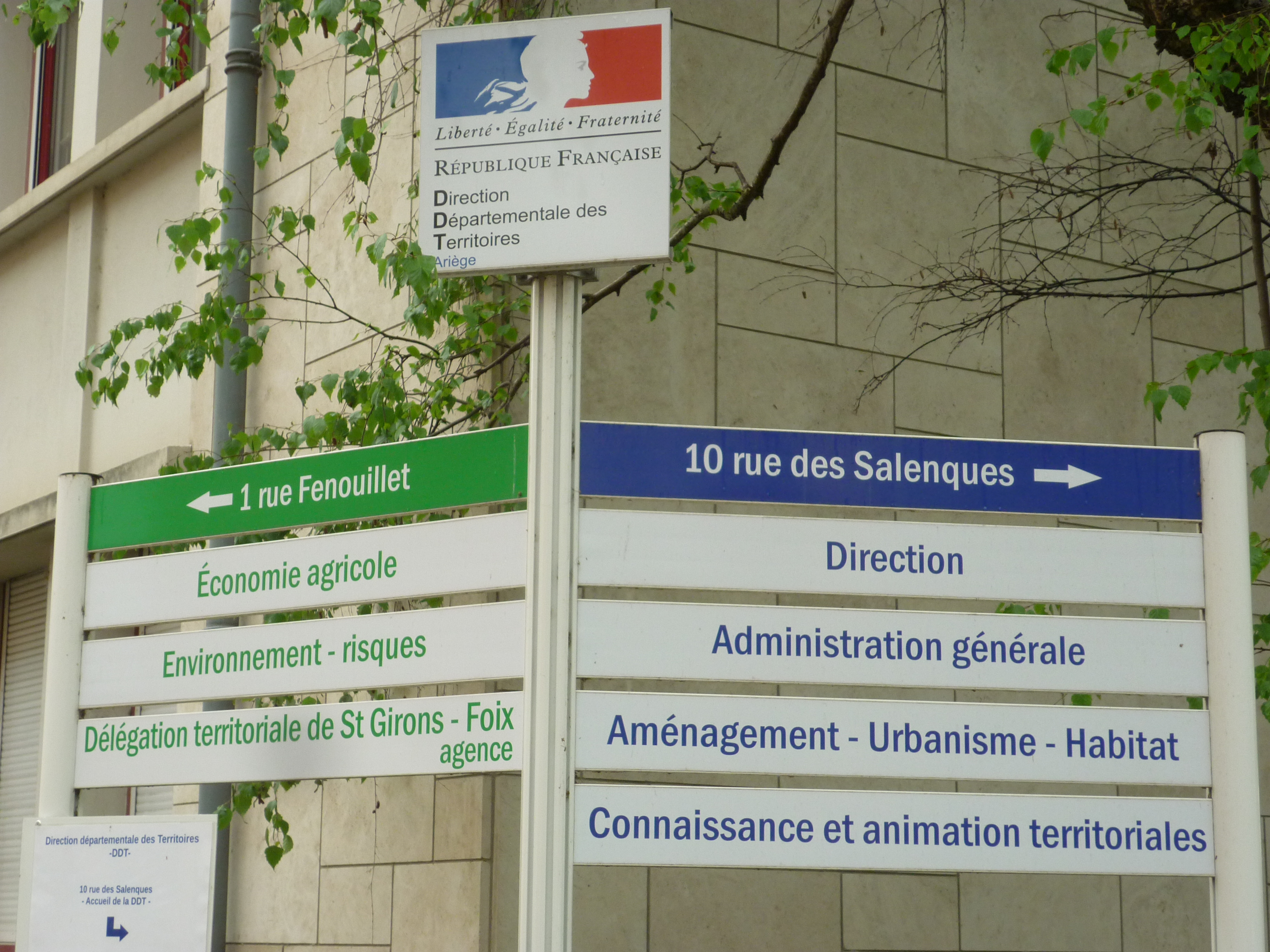
Panneau indicateur d'un service public en France.

En France, différents services publics sont assurés aux citoyens. Un service public est un service organisé dans une intention d'intérêt général et assuré :
- soit par des personnes morales de droit public directement ;
- soit par des particuliers, des entreprises privées, des entreprises publiques locales, ou d'autres personnes morales de droit privé sous le contrôle et éventuellement avec l'aide des pouvoirs publics.

L'expression service public peut avoir deux significations :
- Au sens fonctionnel, il s'agit d'une activité destinée à satisfaire un besoin d'intérêt général, présentant un lien spécial avec une personne publique. Ce lien peut tenir à la création de l'activité, à son fonctionnement ou à son contrôle, qui sont influencés de façon déterminante par une personne publique.
- Au sens organique, il s'agit de la personne juridique qui est chargée de la gestion de cette activité.

La question des services publics représente un enjeu politique et économique important. Le secteur public possède un poids certain dans l'économie nationale, tant par le nombre et la diversité des effectifs qu'il emploie (notamment dans la fonction publique), par ses dépenses, mais aussi par les prélèvements obligatoires qu'il rend nécessaire. Dès lors, les débats électoraux sont l'occasion de s'interroger sur les services publics, sur leur rôle, sur leur nécessité, leur efficacité…
Par ailleurs, la libéralisation économique des années 1990 a amplifié la tendance à ne plus assurer nécessairement les activités de service public au moyen des personnes publiques, utilisant un personnel d'agents publics et une propriété d'État, mais à les confier à des entreprises privées.

## Caractéristiques générales

### Poids économique
Les services publics ont une place importante dans l'économie. En comptabilisant toutes les administrations financées par les prélèvements obligatoires, on compterait 5,7 millions d'agents de la fonction publique.
En 2022, l'Insee recensait 5,6 millions de salariés titulaires de la fonction publique, selon la répartition suivante :
1. Fonction publique d'État : 2,5 millions
2. Fonction publique territoriale : 1,9 million
3. Fonction publique hospitalière : 1,2 million.

Ces chiffres recensent les fonctionnaires, ainsi que les contractuels, mais pas les élus ou les fournisseurs de services financés indirectement par les prélèvements obligatoires. L'Insee compte en France en 2005 un ratio de dépenses des administrations publiques de 53,7 % du PIB (au 1er rang de l'Union européenne)[réf. nécessaire]. En retranchant le service de la dette (2,8 % du PIB), le poids des administrations publiques dans l'économie nationale serait de l'ordre de 50 % du PIB, intégrant également un certain nombre de prestations sociales,.

### Importance politique
Théorisée par Léon Duguit en 1923, la notion de service public est un élément essentiel du droit administratif français. La notion légale de service public, fondée sur l'idée d'intérêt général, est considérée comme la finalité ultime de l’action de l'État.
Elle s'appuie en France, sur une variété importante de statuts, concernant les personnes rendant ou pouvant rendre un service public. On distingue notamment :
- les personnes élues démocratiquement, que cela soit au niveau de l'État ou des collectivités, ou nommées par elles. Selon les principes de la démocratie représentative, elles ont le devoir de diriger ou de contrôler l'ensemble de l'action publique. Elles reçoivent une indemnité fixée légalement.
- les salariés dits « titulaires » de la fonction publique appelés fonctionnaires, et intégrant la fonction publique d'État (FPE), la fonction publique territoriale (FPT) et la fonction publique hospitalière (FPH). Leurs relations avec leurs employeurs respectifs (État, administration ou collectivité) sont dérogatoires du droit du travail. Les fonctionnaires peuvent appartenir à des corps.
- les salariés dits « non titulaires » de la fonction publique, ne disposant pas des mêmes statuts que les fonctionnaires et appelés contractuels. Leurs relations avec leurs employeurs respectifs sont définies par un contrat de travail, analogue au contrat de droit privé.
- les personnes non salariées de la fonction publique, mais exerçant une mission publique et recevant des honoraires, en principe dans le cadre d'une profession libérale. Ce sont la plupart du temps des professions réglementées, parfois soumises à des numérus clausus, ou encore à des rachats de charge.
- enfin, les salariés d'une entreprise privée, lorsque celle-ci se trouve chargée d'une mission de service public (cf. ci-dessous). Ils dépendent du droit du travail privé.

Il existe un nombre important de discussions et de controverses liés à la gestion des personnels de service public, par exemple concernant le nombre de salariés de la fonction publique et leur évolution, les différences de statut et de sécurité de l'emploi, ou de régimes de retraites, ou encore la fixation des indemnités des élus. Ces thèmes ont une place importante dans le débat politique français.

### Modalités de gestion
Les services publics peuvent être gérés selon différentes modalités :
- Régie directe : un service public est dit en régie directe, ou encore exploité en régie, lorsqu'une personne publique se charge de gérer elle-même, à ses risques et périls, en engageant les fonds, les moyens et le personnel nécessaires.

C'est le mode de fonctionnement des services publics traditionnels d'État. Il s'oppose à la délégation de service public très utilisée par les collectivités locales.
- Régie intéressée : La gestion est confiée à un régisseur qui est intéressé aux résultats de l'exploitation suivant les conditions d'un contrat. L'administration supporte, en principe, les risques de l'exploitation.
- Affermage : la gestion est assurée par un fermier qui n'engage que les fonds de roulement.
- Concession : c'est un mode de gestion des services publics par lequel une collectivité publique, le concédant, charge par convention, un individu ou une personne morale de droit privé, le concessionnaire, de faire fonctionner un service public. Le concessionnaire se rémunère au moyen de redevances perçues sur les usagers; en contrepartie, il accepte les frais et les risques de cette gestion.
- Établissement public : industriel et commercial (EPIC : SNCF ou EDF avant son changement de statut en 2004) ou administratif (EPA : IGN). L'établissement public est un organisme administratif doté de la personnalité morale, spécialisé dans la gestion d'un service public déterminé et ayant des prérogatives de puissance publique.
- Entreprise publique locale : les extensions des activités des collectivités territoriales les entraînent à intervenir dans tous les domaines d'activité.
Pour éviter la création de nouvelles structures administratives de droit public, les collectivités locales ont la possibilité de prendre des participations au capital de sociétés privées, dédiées à la réalisation d'un ou plusieurs services publics. La méthode la plus utilisée est alors celle de l'entreprise publique locale, qui se décline en trois formes juridiques distinctes : la société d'économie mixte (SEM), la société publique locale (SPL) et la société d'économie mixte à opération unique (SEMOP).
- Les sociétés nationales : il s'agit de sociétés anonymes dont tout le capital appartient à une ou plusieurs personnes de droit public
- en cas d'urgence, réquisition.
- autres modes dérogatoires: convention avec une association subventionnée choisie après appel d'offres public (ou parfois et de manière irrégulière, sans appel d'offres), etc.

## Éléments juridiques du service public

### Généralités
Plusieurs types de services publics sont définis par la loi, qui en détermine les caractères généraux. Toutefois, le pouvoir exécutif est largement exercé pour l'organisation des services publics.
On distingue traditionnellement les services publics administratifs entièrement soumis au droit public, et les services publics industriels et commerciaux soumis à un régime mixte.

### Usage de lalangue française
Le décret du 3 juillet 1996 relatif à l'enrichissement de la langue française, en application de la loi Toubon, a rendu obligatoire l'usage des termes en français, publiés au Journal officiel, dans les services publics de l'État en France (articles 11 et 12 du décret).

## Les différents services publics en France
En France, les activités du service public, censées servir l'intérêt général, peuvent être classées en trois catégories :
1. Les services correspondant aux fonctions régaliennes.
2. les services assurés essentiellement dans un contexte non marchand.
3. Les services assurés dans un contexte plus ou moins marchand.

### Les services publics propres aux fonctions régaliennes
Les fonctions régaliennes correspondent aux fonctions de souveraineté de l'État. Elles sont entièrement financées par l'impôt et assurées par des administrations publiques. Dans cette catégorie on peut citer :
la Justice
les fonctions de sécurité intérieurePolice, Police nationale en France, Gendarmerie nationale, Police municipale (dépendant des municipalités), Sapeurs-pompiers, Sécurité civile
la Défense nationaleArmée française,
la Diplomatie
les Finances publiques(Trésor, monnaie, impôts)
L'Administration générale de l’ÉtatSoit l'administration centralisée et décentralisée ainsi que celles des collectivités locales.
La gestion des InfrastructuresLes équipements ( Ponts et chaussées, Ports et voies navigables, Aéroports ) et l'entretien et la gestion de la voie et du domaine publics.

### Les services publics assurés dans un contexte non marchand
Le secteur non marchand regroupe des services, pour l'essentiel gratuits, financés principalement par l'impôt (ou les cotisations obligatoires). Les établissements relèvent du droit administratif, mais ces services associent aussi des organismes privés (sous contrat) et des associations.
Dans cette catégorie on peut citer :

#### L'Enseignement

##### Enseignement primaire et secondaire
En France, le système éducatif ressort pour l'essentiel de la compétence du ministre de l'Éducation nationale. Il y a cependant certains établissements d'enseignement qui dépendent d'autres ministères, et c'est notamment le cas pour l'enseignement agricole.
Il existe tant des établissements publics que des établissements privés. L'existence de cette dualité remonte aux lois Guizot (1833) et Falloux (1850), la justification étant notamment à l'époque d'ordre confessionnel.
Depuis 1959, la politique de l'État à l’égard de l’enseignement privé est régie par la loi Debré :
Pour les établissements privés sous contrat, l'État prend en charge ce qui est imposé par les programmes officiels, et notamment les rémunérations des professeurs des disciplines inscrites au programme.
- Pour les établissements sous contrat simple, les enseignants, bien que rémunérés par l'État, sont des personnels de droit privé, ayant un contrat de travail avec leur établissement privé.
- Pour les établissements sous contrat d'association, les professeurs sont soit des fonctionnaires (maîtres titulaires de l'enseignement public, peu nombreux), soit des professeurs contractuels (de loin, les plus nombreux). Ces derniers sont soumis aux mêmes exigences de diplômes que leurs homologues de l'enseignement public (les concours sont toutefois distincts), et rémunérés par l'État selon les mêmes grilles indiciaires. En revanche, leurs retraites dépendent du régime général et de caisses de retraite complémentaire, ce qui induit une différence tant dans la rémunération nette (taux de cotisation plus fort) que dans les droits à retraite (retraite ordinairement plus faible), le total pouvant équivaloir à plusieurs années de rémunération pour le professeur.
- Restent à la charge de l'école privée :

les activités non inscrites au programme scolaire (par exemple équitation, poterie, vannerie, art dramatique…)
les activités confessionnelles éventuelles
l'internat s'il y en a un
une partie des dépenses de personnel, que le forfait d'externat (contribution forfaitaire versée par les collectivités locales) ne suffit pas toujours à couvrir
l'entretien des bâtiments (les établissements touchent souvent des subventions pour ce poste budgétaire, mais qui restent très limitées au regard des besoins)
Il existe aussi des établissements hors contrat (peu nombreux) à financement purement privé. Certains accusent parfois l'État de « faire payer les parents deux fois » : il prélève des impôts (le premier poste budgétaire de l'État est celui de l'Éducation nationale) sans par ailleurs financer la totalité des frais d'éducation correspondants.

##### Enseignement supérieur et recherche
La loi Savary de 1984 établit un « service public de l'enseignement supérieur ». Ce service public comprend l'enseignement et la recherche, mais aussi la diffusion de l'information scientifique, ou encore l'orientation des étudiants. Il est assuré par les universités et les autres établissements publics d'enseignement supérieur.
En France, la recherche publique est assurée par trois types de structures, les fondations, les Universités et les centres de recherche tel que l'INRA, le CNRS, l'IFREMER ou l'INSERM. De plus en plus, ces structures pour leur financement doivent nouer des partenariats avec des acteurs privés.
Une autre source de financement public de la recherche se fait par l'intermédiaire de l'armée. Celle-ci finance des recherches pas forcément liées à l'élaboration d'armement, ce qui est encore plus vrai aux États-Unis.

#### La Santé, la Sécurité sociale et l'Aide sociale
Ce domaine recouvre la Santé (services hospitaliers) ; la Sécurité sociale (personnes privées sous tutelle) ainsi que l'Aide sociale.
Le système de santé français n'est pas la norme, dans de nombreux pays, même très développés. Au Royaume-Uni, par exemple, ce sont des assurances privées qui remplissent la mission de l'assurance maladie ou de l'assurance vieillesse.
Le système français comprend deux volets : le premier a trait au financement des prestations de santé, le second concerne la réalisation de ces prestations par les acteurs du système de santé.
Le financement des prestations de santé est assuré par les organismes de sécurité sociale. Le principal de ces régimes, dit « régime général », est celui des travailleurs salariés. L'institution gestionnaire de ce régime est la CNAMTS. D'autres régimes, appelés « régimes spéciaux », mutualisent le risque « santé » pour des catégories socio-professionnelles spécifiques comme les fonctionnaires, artisans, professions libérales, agriculteurs et les étudiants. Les personnes ne relevant d'aucun régime d'assurance maladie comme les étrangers et les SDF peuvent bénéficier de la CMU ou de l'aide médicale d'État.
La réalisation des prestations de santé est assurée par des professionnels de santé exerçant soit à titre libéral (ex. : médecins, dentistes, sages-femmes, paramédicaux) soit dans des institutions (établissements de santé, établissements et services sociaux et médico-sociaux). L'activité des uns et des autres est financée en grande partie par les fonds issus de la sécurité sociale, ce qui en retour les soumet à des règles particulières :
- les professionnels de santé ne peuvent percevoir des fonds de la sécurité sociale qu'à condition d'avoir été conventionnés par elle dans les conditions prévues par le Code de la sécurité sociale et selon les termes des conventions négociées régulièrement par elle avec les organisations professionnelles représentatives de chaque profession ;
- les institutions sont soumises à un régime d'autorisation administrative, de contrôle, de tutelle et de tarification qui conditionne l'attribution des ressources qui leur sont nécessaires.

Les financeurs et les acteurs de la santé sont chargés de la mise en œuvre d'une politique de santé publique dont le contenu résulte en dernier lieu de la loi no 2009-879 du 21 juillet 2009. Cette politique globale se décline en deux thèmes :
- d'une part, les interventions sanitaires qui impliquent les professionnels de santé et les établissements de santé (hôpitaux publics, cliniques privées), dans une perspective de prévention et de soin ;
- d'autre part, les interventions sociales et médico-sociales qui impliquent les établissements et services sociaux et médico-sociaux dans une perspective d'accueil et d'accompagnement des personnes en situation de handicap, de dépendance (personnes âgées) ou d'exclusion sociale.

Pour ce qui concerne les établissements sanitaires (établissements de santé au sens du code de la santé publique), ils peuvent se voir confier des missions de service public :
- s'il s'agit d'établissements de santé publics (centres hospitaliers régionaux, centres hospitaliers universitaires, hôpitaux locaux, hôpitaux militaires), ils participent obligatoirement aux missions de service public hospitalier définies à l'article L.6112-1 du code de la santé publique[12] ;
- s'il s'agit d'établissements de santé privés (cliniques), leur participation à ces missions de service public est subordonnée à leur qualification d'« établissements de santé privés d'intérêt collectif » ou à la mise en place de conventions. Les établissements de santé privés qui ne bénéficient d'aucune de ces formes juridiques sont réputés ne pas appartenir au service public.

Pour ce qui concerne les établissements et services sociaux et médico-sociaux au sens de l'article L. 312-1 du code de l'action sociale et des familles (CASF), il en va différemment. Compte tenu de l'importance des prérogatives exercées sur ces établissements et services par les préfets de département et les agences régionales de santé (ARS) en matière d'autorisation, de surveillance, de contrôle, de tutelle et de tarification, dès leur ouverture puis tout au long de leur activité, ils sont nécessairement liés à l'Administration par un mandat administratif qui se substitue aux formes traditionnelles de la délégation et de la concession de service public. Quant à leurs missions, elles sont nécessairement d'intérêt général ainsi qu'ont pu le relever les observateurs les plus attentifs.
Cette distinction des régimes d'appartenance au service public des établissements de santé et des établissements et services sociaux et médico-sociaux est d'importance. En effet, si dans le secteur sanitaire les hôpitaux publics sont nombreux, en revanche dans le secteur social et médico-social les acteurs privés sont majoritaires. En moyenne, les associations regroupent 60 % des effectifs accueillis ; elles jouent un rôle clé dans le secteur du handicap où elles ont la charge de près de 90 % des places ; dans le secteur des personnes âgées, elles représentent 33 % des places, les maisons de retraite publiques 37 % et les établissements privés à but lucratif environ 30 %.

#### La Culture
La Culture (musées, théâtres, maisons de jeunes…) recouvre des services publics à vocation culturelle.
Certains sont des établissements d'enseignement, notamment pour la musique.
D'autres visent plutôt la diffusion des œuvres artistiques, avec les théâtres et opéras publics.
D'autres enfin assurent à la fois des missions de conservation, de présentation et de mise à disposition d'œuvres, comme les musées, les services d'archives, les STAP et les bibliothèques.

#### Sport et loisirs
Les fédérations sportives peuvent bénéficier d'un agrément et au-delà recevoir une délégation de pouvoirs de l’État, ce qui leur fait participer au service public du sport. Les collectivités locales peuvent aussi assurer la gestion et la mise à disposition d'équipements sportifs.
Des équipements de loisirs peuvent être des services publics, comme les campings municipaux.

#### L'environnement
Le domaine recouvre entre autres la gestion du patrimoine environnemental, le service de l'eau potable et de l'assainissement.
- Gestion du patrimoine environnemental : Forêt domaniale, Parcs naturels et les parcs et jardins publics
- Le service public de l'eau consiste :

à approvisionner les usagers en eau potable et à assurer ensuite l'assainissement des eaux usées. Il occupe une place à part en France car il n'est pas géré de manière centralisée. C'est en effet la commune ou l'établissement intercommunal qui fait le choix du mode de gestion : soit en gestion directe par régie, surtout dans les petites communes, soit en gestion indirecte par délégation de service public, en particulier dans les grandes agglomérations.
Le mode délégué est utilisé depuis le XIXe siècle. Il a permis à deux sociétés transnationales de voir le jour : la Lyonnaise des eaux créée en 1880 (groupe Suez) et la Compagnie générale des eaux qui remonte à 1853 (groupe Veolia). Un troisième fournisseur est la Société d'aménagement urbain et rural (groupe SAUR, filiale du groupe Séché), fondée en 1933. Ce mode de gestion concerne les trois quarts des usagers.
Plusieurs études, reprises dans le rapport Tavernier sur le financement et la gestion de l'eau (Assemblée nationale, 2001), estiment que le prix de l'eau est inférieur dans le cadre d'une régie, surtout pour de petites communes. L'étendue de la différence de prix varie toutefois d'une étude à l'autre.
Les pouvoirs publics jouent un rôle d'encadrement du service public de l'eau. Le cadre législatif est déterminé par les lois du 16 décembre 1964 et du 3 janvier 1992 ainsi que par la directive-cadre européenne du 23 octobre 2000. Six agences de l'eau (Adour-Garonne, Artois-Picardie, Loire-Bretagne, Rhône-Méditerranée-Corse, Rhin-Meuse et Seine-Normandie) mettent en œuvre la politique de l'eau. Au niveau régional, les agences régionales de santé (ARS) contrôlent la qualité de l'eau distribuée aux usagers.

### Les services publics assurés dans un contexte plus ou moins marchand
Ce sont des services financés principalement par une activité commerciale, mais qui sont considérés comme devant être plus ou moins réglementés et sous un certain degré de contrôle de la part de la collectivité publique. Les établissements publics, dits industriels et commerciaux, relèvent à la fois du droit administratif et du droit commercial.
Dans cette catégorie on peut citer :

#### Services postaux

##### Éléments d'histoire des services publics des postes et des télécommunications
Les PTT du lendemain de la Seconde Guerre mondiale à la fin des années 1950 occupent une place originale. Considérées comme une entreprise dans la comptabilité nationale, qui se développe dans les années 1950, les PTT constituent la seule activité publique industrielle et commerciale dotée du statut d’administration. L’organisation postale est à la fois administration par son statut et entreprise par son activité financière, commerciale, industrielle et de transporteur. Définie comme un service public au début du XXe siècle, elle est dotée d’un « budget annexe » au sein de l’État à partir de 1923. La transformation de son statut en un « office » plus proche de celui des entreprises, quoique souhaitée par plusieurs directeurs des PTT à la Libération, n’est pas politiquement à l’ordre du jour durant toutes les années 1950.
Un projet de loi de novembre 1989, sous le gouvernement de Michel Rocard (Paul Quilès, ministre des postes, des télécommunications et de l'espace), transforme la poste et France Telecom en deux exploitants autonomes de droit public, tout en conservant aux 435.000 agents leur statut de fonctionnaire. Cette loi consacre la séparation de la poste et des télécoms, qui se verront dotées d'une personnalité morale - qui leur permettra, entre autres, de contracter - et deviendront « deux exploitants autonomes de droit public placés sous le contrôle de l’État ». Le gouvernement Rocard était soucieux de ne pas employer un des nombreux termes (EPIC, société nationale…) rejetés par les syndicats.

###### France Télécom
Durant les années 1990, à France Télécom, la perspective d'un changement de statut et d'une privatisation partielle suscite toujours un aussi vif rejet. La quasi-totalité des syndicats y est hostile. Remettre la question du statut sur la table avait toutes les chances de provoquer une levée de boucliers identique à celle du 12 octobre 1993, journée au cours de laquelle 75 % des 155.000 agents de l'opérateur étaient en grève. Aussi le projet est une dernière fois reportée en septembre 1994.
Mais l'ouverture à la concurrence du secteur des télécoms est menée progressivement, portée par la déréglementation européenne et les souhaits du patronat français. Ainsi, par la voix d'Alain Bravo, président de la commission des télécoms du CNPF (par ailleurs directeur de la Générale des eaux, président de sa filiale Iris spécialisée dans les télécoms d'entreprise, cofondateur de SFR en 1987), les patrons réclament la mise en place d'une autorité régulatrice indépendante de l'administration qui favoriserait les nouveaux opérateurs dans leur concurrence face à France Télécom. Le patronat français estimait par ailleurs que le service universel (le service public des télécoms de l'après-1998) devait être limité au téléphone. Concernant le coût de ce service (à répartir entre les nouveaux opérateurs), le patronat réclamait la mise en place d'une séparation comptable des activités de France Télécom, selon qu'elles relèvent ou non des missions de service public. Puis fut débattue au Parlement la loi de réglementation des télécoms, loi adoptée en 1996, les premières licences d'opérateurs privés seront délivrées en 1997.

###### La Poste
Avant l'ouverture à la concurrence du secteur postal dans les années 2000, La Poste avait le monopole de l’acheminement et de la distribution du courrier en France, ce qui en fait l'opérateur courrier historique. Depuis le 1er mars 2010, La Poste est une société anonyme à capitaux 100 % publics. La Poste emploie toujours des collaborateurs dépendant de deux statuts. Les fonctionnaires ont pu choisir entre le maintien sur leur ancien grade et l'évolution vers une nouvelle classification des postes et la grande majorité a préféré cette dernière solution. La proportion des salariés croît globalement dans l'effectif (2004 : 33,7 %, 2005 : 39,2 %, 2006 : 37,08 %). La politique des "ressources humaines" de La Poste tend à un rapprochement des modalités de gestion des deux groupes de collaborateurs en matière de sélection, promotion et rémunération.

#### Les services en réseaux

##### Lestélécoms
France Télécom, sous le nom de Orange, n'est plus une entreprise publique depuis 2004 : L'État (dont ERAP) ne détient plus que 27,3 % de son capital, mais l'entreprise emploie encore, en 2015, une part importante de fonctionnaires. France Télécom a été mis progressivement en concurrence avec des sociétés de communication françaises et étrangères. En 2009-2010, la médiatisation d'une vague de suicides dont le caractère effectif est discuté par certains observateurs ont médiatisé de « nouvelles méthodes de management ».
Mais une mission de service public existe toujours en matière de télécom, ce service universel a minima ne concerne cependant que le téléphone fixe, les services fournis par la téléphonie mobile ne sont pas couverts par le service universel. Les prestations de service universel sont assurées sur l’ensemble du territoire et se répartissent en trois composantes :
- le raccordement et le service téléphonique fixe qui correspondent, pour toute personne le demandant, à un raccordement fixe au réseau ouvert au public, et à la fourniture d’un service téléphonique, à un tarif « abordable » ; ce service téléphonique comprend les communications par télécopie et les communications de données à un débit offert par une ligne téléphonique pour permettre un accès à internet ; dans ce cadre, le service universel inclut également une offre de réduction de la facture téléphonique à destination de certaines catégories d’abonnés ;
- le service universel de renseignements et l'annuaire universel qui correspondent à la fourniture d’un service de renseignements (le « 118 612 ») et la distribution gratuite d’un annuaire imprimé à tout abonné au service de téléphonie public fixe ;
- la publiphonie qui correspond à l’installation et à l’entretien de cabines téléphoniques sur le domaine public, ainsi qu’à la fourniture, dans ces cabines, d’un service téléphonique « de qualité à un tarif abordable ».

L’ARCEP détermine le coût du service universel et décide s’il y a lieu de le financer (en cas de charge « excessive » pour l’opérateur prestataire). Dans ce cas, elle établit aussi les montants des contributions des opérateurs au financement des obligations de service universel et assure la surveillance des mécanismes de ce financement. Les coûts imputables aux obligations de service universel et pouvant faire l’objet d’une compensation correspondent au coût net des obligations de péréquation géographique des tarifs de la première composante du service universel et des coûts nets des deux autres composantes du service universel (services de renseignement et annuaire universel, publiphonie).

###### Désignation de l'opérateur (ou des opérateurs) chargé(s) du service universel
La désignation de l'opérateur ou des opérateurs chargés du service universel est faite par le ministre chargé des communications électroniques, à l’issue d’appels à candidatures (un par composante) portant sur les conditions techniques et tarifaires ainsi que, le cas échéant, sur le coût net de fourniture de ces prestations. Cette procédure permet une mise en concurrence pour chacune des prestations de service universel. Elle limite également le coût du service universel puisque les coûts nets pris en compte pour l’évaluation du coût du service universel ne peuvent être supérieurs aux engagements pris dans le cadre des réponses à l’appel à candidatures.
Les opérateurs ayant été successivement désignés comme prestataires du service universel :
À la suite des appels à candidatures du 3 mars 2013 et du 29 mai 2013 lancés par le ministre respectivement pour les composantes de raccordement et de service téléphonique, Orange a été désigné, jusqu'en novembre 2016 (durée de trois ans), prestataire chargé du raccordement et du service téléphonique.
À la suite de l’appel à candidatures du 29 octobre 2011, France Télécom et Pages jaunes avaient été respectivement désignés, pour une durée de deux ans, prestataire chargé de la publiphonie jusqu'en février 2014 et prestataire chargé de l’annuaire imprimé jusqu'en décembre 2014. Compte tenu de la situation concurrentielle sur le marché des renseignements, le ministre n’avait pas désigné de prestataire pour le service universel de renseignements.
En mars 2005, à la suite de l’appel à candidatures du 12 novembre 2004, France Télécom avait été désigné par le ministre comme le prestataire chargé du service universel pour chacune des trois composantes : jusqu'en mars 2009 (durée de quatre ans) pour le service téléphonique et pour la publiphonie et jusqu'en mars 2007 (durée de deux ans) pour l’annuaire universel et le service universel de renseignements.
En décembre 2009, à la suite des appels à candidatures du 14 janvier 2009, France Télécom avait été désigné par le ministre comme le prestataire chargé du service universel jusqu’en décembre 2012 (durée de trois ans) pour le service téléphonique et jusqu'en novembre 2011 (durée de deux ans) pour la publiphonie ; pour l’annuaire universel et le service universel de renseignements, Pages jaunes avait été désigné respectivement jusqu'en novembre 2011 et décembre 2011 pour une durée de deux ans. En mars 2007, à la suite de l’appel à candidatures du 25 janvier 2007, France Télécom avait été désigné par le ministre comme le prestataire chargé de l’annuaire universel et du service universel de renseignements, pour une durée de 2 ans.

##### L'Énergie
L'énergie comprend la production, le transport et la distribution du gaz et de l'électricité ;
Historiquement, la loi du 5 avril 1884 donne un premier fondement juridique à la compétence des communes pour organiser les services publics locaux dont ceux du gaz et de l’électricité. La concession d'une distribution publique d'énergie est dans la loi de 1884 donnée « soit par la commune ou par le syndicat formé entre plusieurs communes, si la demande de concession ne vise que le territoire de la commune ou du syndicat, ou par le département dans l'étendue de celui-ci, soit par l'État dans les autres cas ».

###### Histoire du service public de l'électricité
La loi du 15 juin 1906
La première loi fondamentale est la loi du 15 juin 1906. Auparavant, une multitude de dispositifs juridiques étaient en vigueur dans les communes, en France. Cela pouvait être des « permissions de voirie », des « autorisations de voirie », et parfois des « délégations de services publics ». Mais tout cela, sans que le législateur impose un cadre unique, face à des compagnies privées d'électricité très nombreuses. Cela était laissé en quelque sorte à l'appréciation des maires des communes. Le législateur (et les compagnies privées) voyaient ce cadre comme étant source d'incertitude, alors que les compagnies avaient besoin de sécurité pour leurs investissements. Le principe de concession porté par la loi de 1906 permet aux opérateurs de s'inscrire dans une durée plus longue. En effet, une collectivité locale donne à un opérateur un monopole territorial pour une durée de 30 ou 40 ans selon les concessions, en échange de contreparties. Ces contreparties consistent tout d'abord en un droit de regard pour la collectivité locale sur l'activité du concessionnaire (ces sociétés privées concessionnaires étaient par exemple en région parisienne Sud-lumière, Ouest-Lumière, Le Triphasé, Société d'éclairage et de force pour l'électricité, Nord-Est parisien ou Est-Lumière…). Ce droit de regard inclut les tarifs : la collectivité, ou le syndicat de communes, a son mot à dire concernant les tarifs appliqués aux usagers. Ces tarifs vont donc être négociés avec le concessionnaire. Le droit de regard porte par ailleurs sur les investissements auxquels la société concessionnaire s'engage, en contrepartie de la concession que lui accorde la collectivité : investissements devant servir par exemple l'ensemble du territoire communal, y compris les zones les moins rentables, sachant que les zones les plus rentables du territoire (qui sont dans l'hypercentre, par exemple, ou à proximité de bâtiments qui sont consommateurs en électricité, ou d'industries) permettront de financer par un mécanisme interne les investissements moins rentables.
La loi du 15 juin 1906 oblige les communes qui ne sont pas encore dotées de distribution d'électricité à avoir recours à la concession de service public. Ainsi, la puissance publique (non pas l’État mais les communes) va commencer à s'immiscer de manière plus importante dans le comportement d'investissement des compagnies privées.
Le glissement se fait de l'échelon communal vers l'échelon national :
Puis, progressivement va émerger l'État. L'État s'intéresse aux énergies électriques à partir des années 1910 et de la Première Guerre mondiale, et les considère alors rapidement comme un service public national. L'État va commencer à s'immiscer lui-même dans la régulation de ce secteur : dans la tarification, pour poser des règles du jeu qui encadrent les tarifs, parfois à la demande des communes qui considèrent qu'elles sont parfois trop faibles ou trop isolées face aux compagnies privées. L'État va aussi s'imposer sur la question des investissements, pour faire en sorte que les opérateurs investissent. Ce glissement progressif vers l'échelon national va se faire durant l'entre-deux-guerres.
Création d'EDF
Avec la création d'EDF en 1946 et la nationalisation des anciennes compagnies privées, l'État est au cœur de la régulation du service public. Il devient la tutelle technique d'EDF, un monopole public. Mais le régime de la concession locale (issu de la loi de 1906) n'est pas abrogé, si fait que les communes ont encore quelques marges de manœuvre pour peser sur les choix qui sont faits par l'État, en matière d'investissement notamment (accès des territoires à l'énergie électrique).
Ouverture à la concurrence
À la fin des années 1980 s'amorce le processus de libéralisation de l'électricité. L'ouverture à la concurrence du marché de l'électricité est mise en place au niveau européen, mais avec l'aval des gouvernements français successifs, ce n'est pas un processus « subi », les gouvernements nationaux vont le négocier, et seront d'accord pour modifier la gestion et les formes de régulation du service public.

###### Évolution actuelle
EDF et Gaz de France, anciennement EPIC, furent transformées en sociétés anonymes en août 2004.
Les dispositions européennes ayant prévu la séparation juridique des activités concurrentielles et des activités de gestionnaire de réseau, cela a entraîné la filialisation de ces dernières. Pour gérer les réseaux de transport, les filiales RTE pour l'électricité et GRTgaz et TIGF pour le gaz ont été créées en 2015. Pour gérer les réseaux de distribution, les filiales Enedis pour l'électricité et GrDF pour le gaz ont été créées en 2008.

##### lesTransports
- Transports urbains, transports ferroviaires régionaux (TER), ramassage scolaire ;
- La SNCF est une Société Anonyme (SA) à capitaux publics mise en concurrence depuis mars 2003 uniquement sur le transport du Fret.
- SNCF Réseau est aussi une SA à capitaux publics.
- L'Aviation civile - Pour le service de gestion du trafic aérien l'application d'une réglementation européenne va entraîner sa privatisation, les technologies informatiques embarquées suppléeraient en partie cette diminution de service.

Dans le cas de certains réseaux, dont la construction, l'entretien et la modernisation sont assurés par des sociétés publiques, la séparation organique entre la gestion des réseaux proprement dite d'une part, et celle des services liés à ces réseaux d'autre part (exemple en France de EDF/RTE ou SNCF/RFF) répond au modèle promu par l'Union européenne et tend à se répandre. Il s'agit de séparer les activités relevant d'un monopole naturel (le réseau) des activités où la concurrence est possible à organiser (les services). Pour les tenants du modèle de la société intégrée, ces scissions nuisent à l'efficacité (coûts de coordination, de négociations, bataille juridique, création d'un rapport fournisseur/client, perte de relation avec l'usager, utilisation moins optimale du réseau) et à la qualité de service. Des pays reviennent en arrière sur ces politiques face aux problèmes rencontrés (exemple du rail en Nouvelle-Zélande). Leurs adversaires répondent que ces problèmes existaient avant, mais le mode de décision bureaucratique qui les masquait aurait en plus l'inconvénient d'être inefficace. En outre la mise en place d'un rapport fournisseur/client permettrait de mieux prendre en compte les attentes des usagers/clients. Il est possible que ce type de privatisation progressive soit plus douce à faire accepter (car plus masquée) et à gérer.

#### Radio, télévision et télécoms
- Le groupe Radio France et les services de radiodiffusion,
- Radio France internationale et France 24 gérées par la France Médias Monde
- Le groupe France Télévisions comprenant le réseau Outre-Mer La Première, la télévision publique et les réseaux numériques
- Arte (association relative à la télévision européenne)
- L’autorité de régulation de la communication audiovisuelle et numérique (ARCOM) (l’ancien CSA)

#### Autres missions de service public
Nombreuses sont les missions plus ponctuelles ou plus spécifiques de service public dont les finalités et modes d'exercice varient en fonction des domaines concernés :
- Les Chambres consulaires ;
- Météo-France.

## Problématiques actuelles du service public

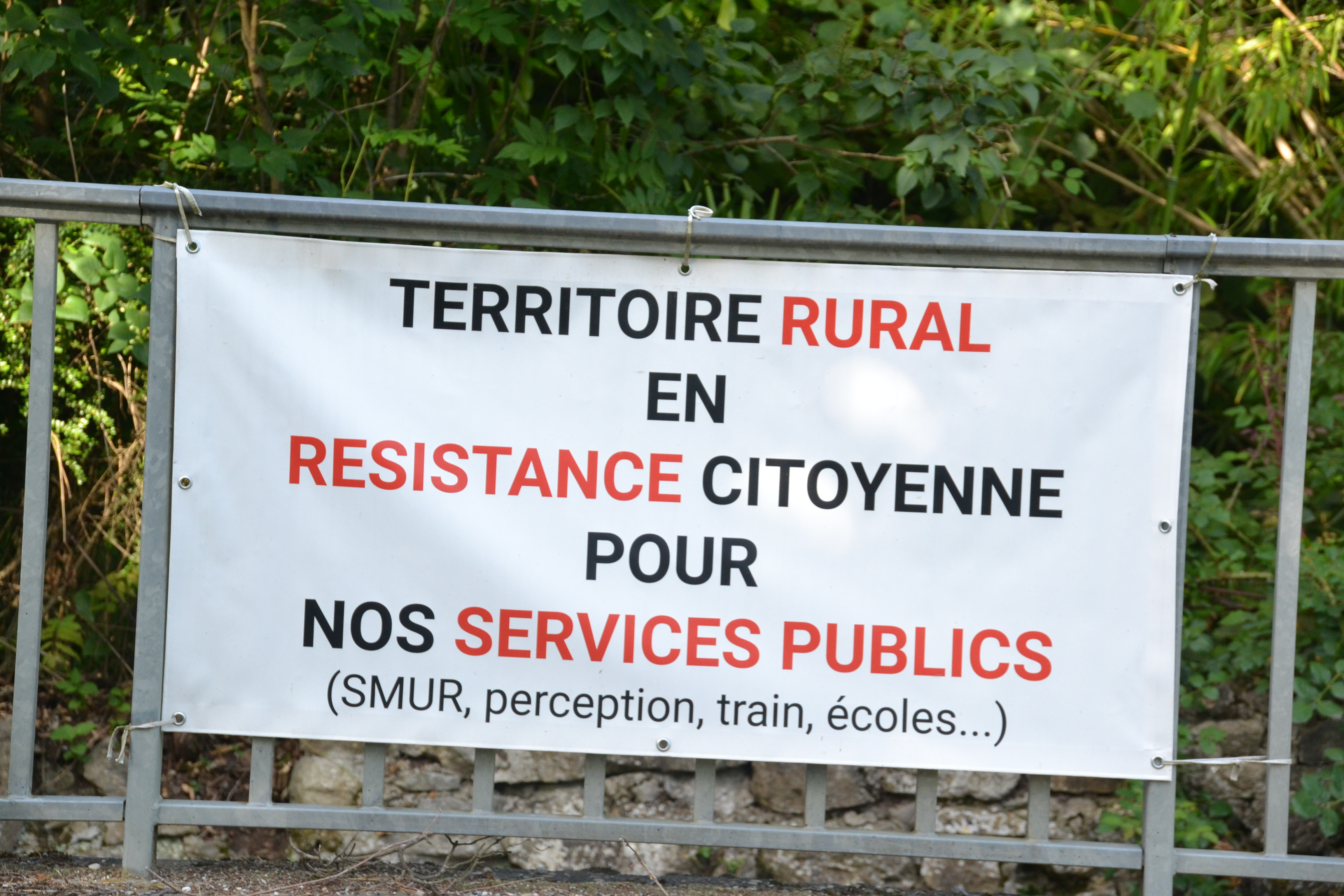
Banderole d'interpellation en zone rurale.

Selon le politologue et sondeur Jérôme Fourquet, nous assistons actuellement à un délitement des services publics. Il s'agit d'un phénomène qui nourrit chez les Français une « sidération » et une « colère », d'autant plus que les prélèvements n'ont pas baissé en proportion. Il met en garde contre les conséquences de cette « blessure d'orgueil national ». Parmi les secteurs touchés par cette crise, on peut citer l'hôpital, l'éducation, les transports ou encore EDF. Certains proposent de mettre le privé au service du public pour améliorer la situation, tandis que d'autres soulignent le rôle des services publics dans la réduction des inégalités en France,.
Les causes du délitement des services publics sont multiples et complexes. Certains évoquent le manque de moyens financiers et humains, la mauvaise gestion, la rigidité administrative, la concurrence du secteur privé ou encore la crise sanitaire,. D'autres pointent du doigt les choix politiques successifs qui ont conduit à réduire les effectifs, à privatiser ou à décentraliser certains services. Il y a aussi une question de perception et d'attentes des usagers, qui sont de plus en plus exigeants et critiques vis-à-vis des services publics.
La sociologue Nadège Vezinat a compilé de nombreux travaux de sciences sociales pour dresser un panorama des transformations actuelles du service public. Selon elle, 4 évolutions majeures sont en cours et rendent compte de la crise que traverse le service public en France : 
- la personnalisation ou la segmentation des droits
- la "bascule" du portage de nombreux services publics de l'Etat vers des collectivités territoriales, des associations, des bureaux de poste ou même des débits de tabac pour certaines démarches
- la mutualisation au sein d'un lieu unique, par exemple dans les espaces France services pour les démarches administratives les plus courantes
- la digitalisation ou "dématérialisation" qui empêche de nombreux usagers d'accéder à leurs droits